# Дівчина з Монако
«Дівчина з Монако» (фр. La fille de Monaco) — французький драмедійний фільм 2008 року, поставлений режисеркою Анн Фонтен.

## Сюжет
Успішний адвокат Бертран Бовуа (Фабріс Лукіні), прибуває до Монако для того, щоб захистити непросту клієнтку, яка примудрилася убити російського мафіозі. Від неї вже відмовилися всі провідні адвокати, і Бертран виявився єдиним, хто погодився представляти її інтереси в суді. Першого ж вечора Бертран дізнається, що до нього приставили особистого охоронця, Крістофа (Рошді Зем), за розпорядженням сина його підзахисної. Бертрану це не сподобалося, особливо якщо врахувати те, що сек'юріті оселився в сусідньому з ним номері в готелі.
Бертран зустрічається з Луї Лассалем (Жиль Коен), і той повідомляє йому, що спільники вбитого — в місті, а це означає, що їм усім може загрожувати небезпека. Тим часом Бертран продовжує працювати над лінією захисту. Але якось вранці на порозі готелю, де живе Бертран, з'являється його колишня коханка Елен (Жанна Балібар), яка має намір відновити колишні стосунки. Бовуа не в захваті від цієї ідеї, проте прогнати її він не може. Бертран починає переконувати її в тому, що Елен повинна повернутися до свого чоловіка, чим приводить її в шаленство. Останнє, що робить Бертран, — він просить свого охоронця втихомирити норовливу пані. Уранці Крістоф повідомив Бовуа, що Елен поїхала до Парижа, він знайшов спосіб «заспокоїти» жінку найприємнішим способом. Після цього метр зробив висновок: він може покластися на свого охоронця у будь-якому питанні.
Незабаром адвоката запрошують для інтерв'ю на місцевий телеканал: він прославився на все місто тим, що взяв у підзахисні «безнадійну» клієнтку. Там же він зустрічає милу дівчину на ім'я Одрі (Луїз Бургуан), ведучу прогнозу погоди, і вона сильно привертає увагу Бертрана. Крім того, Одрі звідкись знає Крістофа, схоже, у минулому у них щось було.
Цього ж вечора Бовуа і Крістоф вирушають до нічного клубу, щоб знайти там інформацію про вбитого росіянина. Там же він знову зустрічає Одрі, друзі якої обливають його від ніг до голови шампанським. Одрі відводить метра в туалет, щоб переодягнути його, і в цей момент їх застає Крістоф, який відводить Бовуа з клубу геть й дорогою додому натякає йому, щоб він тримався чимдалі від Одрі, для його ж безпеки: у дівчини не надто цнотливе минуле. Але для Бертрана це не має ніякого значення: він устиг закохатися в прямолінійну Одрі, і, схоже, Крістофа чекає нелегка робота з порятунку Бовуа від самого себе.

## У ролях
| • Фабріс Лукіні       | … | Бертран Бовуа           |
| • Рошді Зем           | … | Крістоф Абаді           |
| • Стефан Одран        | … | Едіт Лассаль            |
| • Жиль Коен           | … | Луї Лассаль             |
| • Александр Стайгер   | … | Ален                    |
| • Філіпп Дюкло        | … | інспектор Торан         |
| • Жанна Балібар       | … | Елен                    |
| • Елен де Сен-Пер     | … | Кароліна                |
| • Луїз Бургуан        | … | Одрі Варелла            |
| • Крістоф Вандевельде | … | Тоні                    |
| • П'єр Буржон         | … | Булі                    |
| • Клер Жозеф          | … | дівчина групи           |
| • Дені Даллан         | … | Дені                    |
| • Марін Ренуар        | … | танцівниця біля басейну |
| • Франциска Віюде     | … | клієнтка готелю         |
| • Маріо Варравеккіа   | … | Маріо                   |
| • Антуан Бланкфорт    | … | доповідач JT            |
| • Патті Демедікл      | … | мати Одрі               |
| • Антоніо Еспозіто    | … | батько Одрі             |

## Знімальна група
- Автори сценарію — Анн Фонтен, Бенуа Граффін
- Режисер-постановник — Анн Фонтен
- Продюсери — Філіпп Каркассон, Бруно Песері
- Лінійний продюсер — Крістін Распілльє
- Оператор — Патрік Блосьє
- Композитор — Філіпп Ромбі
- Монтаж — Марилін Монтьє
- Художник-постановник — Ів Форньє
- Художник з костюмів — Катрін Летер'є

## Нагороди та номінації
| Список нагород та номінацій           | Список нагород та номінацій | Список нагород та номінацій   | Список нагород та номінацій | Список нагород та номінацій | Список нагород та номінацій |
| Кінофестиваль/Кінопремія              | Рік                         | Категорія                     | Номінант(и)                 | Результат                   | Дж                          |
| ------------------------------------- | --------------------------- | ----------------------------- | --------------------------- | --------------------------- | --------------------------- |
| Премія «Сезар»                        | 2009                        | Найкращий актор другого плану | Рошді Зем                   | Номінація                   |                             |
| Премія «Сезар»                        | 2009                        | Найперспективніша акторка     | Луїз Бургуан                | Номінація                   |                             |
| Премія «Кришталевий глобус» (Франція) | 2009                        | Найкращий актор               | Рошді Зем                   | Номінація                   |                             |